# NGC 7243
NGC 7243（Caldwell 16）は、とかげ座にある球状星団である。視等級は+6.4である。近くには、裸眼でも見えるとかげ座α星、A型の二重星とかげ座4番星、惑星状星雲IC 5217等がある。地球からは約2800光年離れている。1億歳以上であると考えられており、主に白色と青色の恒星からできている。